# Torneo de las Cuatro Naciones 2015 (fútbol femenino)
El Torneo de Cuatro Naciones es la edición quince del Torneo Cuatro Naciones (fútbol femenino) Torneo Cuatro Naciones, un torneo de fútbol por invitación de Fútbol femenino celebrado en China.

## Clasificación Final
| Equipo        | Pts | PJ | PG | PE | PP | GF | GC | Dif |
| ------------- | --- | -- | -- | -- | -- | -- | -- | --- |
| Canadá        | 9   | 1  | 1  | 0  | 0  | 6  | 3  | +3  |
| Corea del Sur | 6   | 1  | 0  | 0  | 1  | 6  | 5  | +1  |
| México        | 1   | 1  | 0  | 1  | 0  | 2  | 4  | -2  |
| China         | 1   | 1  | 0  | 1  | 0  | 3  | 5  | -2  |

## Resultados
| 11 de enero de 2015 | China | 0-0 | México |  |  |

| 11 de enero de 2015 | Canadá                                    | 2-1 (0-1) | Corea del Sur |  |  |
|                     | Janine Beckie 52' · Kadeisha Buchanan 56' |           | Yeo Minji 36' |  |  |

| 13 de enero de 2015 | China                        | 2-3 (2-1) | Corea del Sur                                     |  |  |
|                     | Ying Li 20' · Jiali Tang 34' |           | Yoo Young a 35' · Ji So yun 62' · Jeon Ga Eul 70' |  |  |

| 13 de enero de 2015 | Canadá                  | 2-1 (0-0) | México     |  |  |
|                     | Leon 47' · Sinclair 81' |           | Corral 80' |  |  |

| 15 de enero de 2015 | China        | 1-2 | Canadá           |  |  |
|                     | Gu Yasha 31' |     | Sinclair 63' 65' |  |  |

| 15 de enero de 2015 | Corea del Sur                 | 2-1 | México |  |  |
|                     | Jeon Gaeul 27' · Ji Soyun 59' |     | 51'    |  |  |